# Lydia Pinkham House
La Lydia Pinkham House est une maison américaine située à Lynn, dans le comté d'Essex, au Massachusetts. Résidence de Lydia Pinkham à la fin du XIXe siècle, elle est inscrite au Registre national des lieux historiques depuis le 25 septembre 2012 et est classée National Historic Landmark depuis le 25 août 2014.